# Bê tông nhựa

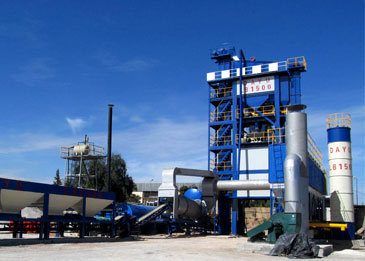
Hình ảnh của nhà máy nhựa đường để làm đường nhựa.

Bê tông nhựa là hỗn hợp cấp phối gồm: đá, cát, bột khoáng và nhựa đường, được sử dụng chủ yếu làm kết cấu mặt đường mềm.

## Phân loại bê tông nhựa
Dựa vào cách phân loại của bê tông nhựa chúng ta có các loại sau:
Phân loại theo nhiệt độ
1. Bê tông nhựa nóng: Hỗn hợp được nung và trộn ở nhiệt độ từ 140oC – 160oC.Khi thi công nhựa phải nóng từ 90-100oC

1. Bê tông nhựa nguội: Được trộn ở nhiệt độ thông thường, điều kiện sử dụng là phải cho xe chạy lưu thông từ 4 – 6 tháng mới thì mặt đường bê tông nhựa mới hình thành.

Phân loại theo cốt liệu
Bê tông nhựa hạt thô, bê tông nhựa hạt trung, bê tông nhựa hạt mịn và bê tông nhựa hạt cát.
Phân loại theo kết cấu sử dụng
Bê tông nhựa lớp loại I, bê tông nhựa loại II.

## Các tiêu chuẩn kỹ thuật hiện hành của bê tông nhựa

### Sản xuất và vận hành trạm trộnbê tôngnhựa nóng
Bê tông nhựa nóng được sản xuất tập trung ở các trạm trộn bê tông nhựa nóng.

Để có được sản phẩm bê tông nhựa nóng,thì các dòng vật liệu được vận chuyển lên và cân đong bằng hệ thống cân điện tử đảm bảo chính xác,sai số nhỏ.

Sau đó tất cả các loại vật liệu được đưa vào buồng trộn, ở đó các loại vật liệu như đá lớn,đá vừa,đá nhỏ,cát,chất phụ gia được trộn khô với nhau.Sau khoảng 20s nhựa đường được phun vào ở dạng sương mù trộn lẫn với các loại vật liệu khác,các cánh trộn trong buồng trộn tiếp tục khuấy trộn trong thời gian khoảng 30-60s thì được xả xuống qua cửa xả của buồng trộn.

### Các tiêu chuẩn kỹ thuật hiện hành của Việt Nam
1. Tiêu chuẩn ngành "Quy trình công nghệ thi công và nghiệm thu lớp phủ mỏng bê tông nhựa có độ nhám cao" 22 TCN 345 - 06
2. Tiêu chuẩn ngành "Quy trình công nghệ thi công và nghiệm thu mặt đường bê tông nhựa" 22 TCN 249 - 98
3. Tiêu chuẩn ngành "Quy trình công nghệ thi công và nghiệm thu mặt đường bê tông nhựa sử dụng nhựa đường polyme" 22 TCN 356 - 06
4. TCVN 8819-2011: "Mặt đường bê tông nhựa nóng-yêu cầu thi công và nghiệm thu"
5. Quyết định 858/BGTVT về việc áp dụng các tiêu chuẩn hiện hành về BTN cho các đường có lưu lượng cao và chịu tải trọng lớn.